# 鴻巣山
鴻巣山（こうのすやま）は、福岡市南区長丘と福岡市中央区小笹の境に位置する、標高100.4mの山である。1975年に緑地保全地区に指定されている。この山には遊歩道や展望台があり、遊歩道を少し入っていくと、マテバシイの森などがある。
住宅街の一角にある自然として、市民の憩いの場となっている。北側山腹には福岡県警察学校や福岡市立平尾霊園、福岡市立小笹小学校、福岡市立平尾中学校が、東側山腹には福岡市水道局高宮浄水場が所在する。
また、かつては旧陸軍が射撃場として利用していた。

## 遊歩道入口
遊歩道の入口は数ヶ所あり、福岡市立長丘中学校の裏には木陰の広場やトイレがある。

## 電波送信塔

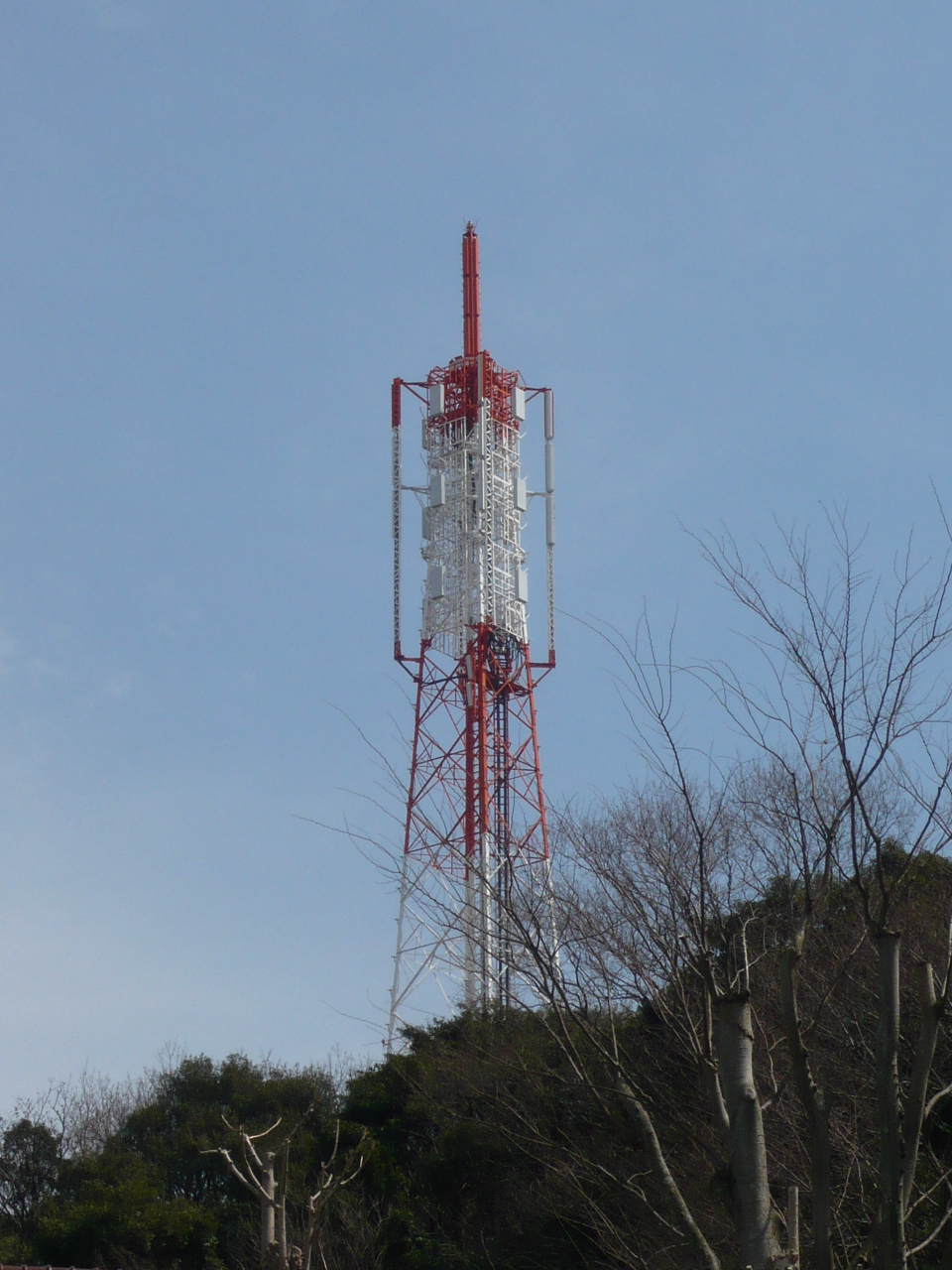
鴻巣山送信所

鴻巣山にはエフエム福岡本局の電波送信塔がある。かつてはFBS福岡放送・TVQ九州放送のアナログテレビ本局並びにNHK福岡放送局の小笹テレビ中継局も設置され、鉄塔はこの4局で共用していた。アナログ放送停波に伴い、2011年7月25日以降、テレビ局のアンテナが順次撤去された。
送信所住所: 福岡市中央区小笹一丁目21街区132番地

### 開局年月日
- 1969年（昭和44年）4月1日（FBS）
- 1970年（昭和45年）7月15日（FM福岡）
- 1978年（昭和53年）3月25日（NHK）
- 1991年（平成3年）4月1日（TVQ）

### 送信設備
| チャンネル /周波数 | 放送局名            | コールサイン など | 空中線電力         | ERP                | 放送対象地域 | 放送区域 内世帯数 |
| ------------------ | ------------------- | ----------------- | ------------------ | ------------------ | ------------ | ----------------- |
| 80.7MHz            | エフエム福岡        | JODU-FM           | 3kW                | 9.4kW              | 福岡県       | -                 |
| 19-ch              | TVQ九州放送アナログ | JOTY-TV           | 映像30kW/音声7.5kW | 映像300kW/音声75kW | 福岡県       | -                 |
| 37ch               | FBS福岡放送アナログ | JOFH-TV           | 映像30kW/音声7.5kW | 映像300kW/音声75kW | 福岡県       | -                 |
| 53ch               | NHK福岡アナログ総合 | 小笹中継局        | 映像3W/音声750mW   | 映像40W/音声10W    | 福岡県       | -                 |
| 55ch               | NHK福岡アナログ教育 | 小笹中継局        | 映像3W/音声750mW   | 映像40W/音声10W    | 全国放送     | -                 |

- アナログテレビ送信局は2011年7月24日運用終了
- -10kHzオフセットあり。

## 展望台

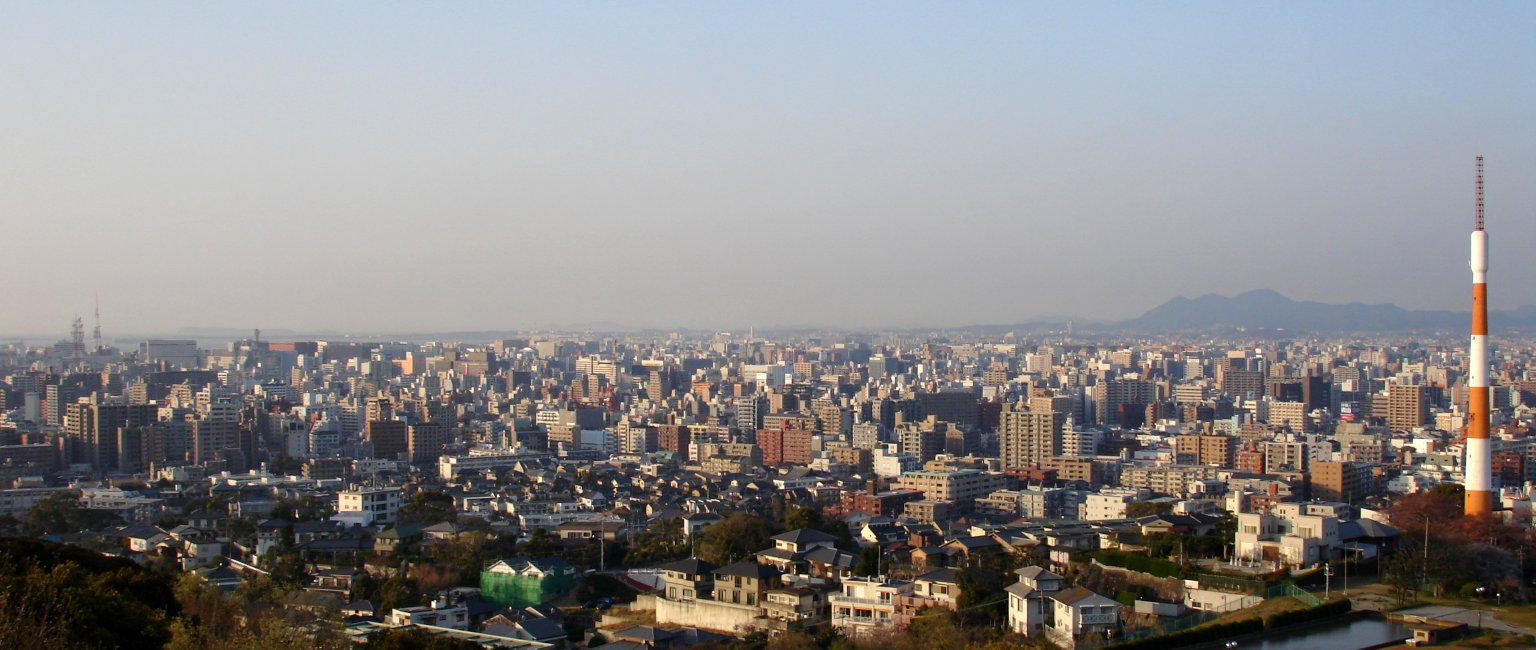
展望台からの福岡市街地の眺め

展望台は大小2種類あり、大きいほうに上ると、晴れた日には油山の辺りまでくっきり見える。